# Simulium yunnanense
Simulium yunnanense es una especie de insecto del género Simulium, familia Simuliidae, orden Diptera.

## Distribución
Se distribuye por Yunnan Sheng.

## Taxonomía
Fue descrita científicamente por Chen & Zhang, 2004. Fue publicada en A new species of Simulium (Gomphostilbia) from Yunnan Province, China (Diptera: Simuliidae). 11(2): 87-90.